# پیکار

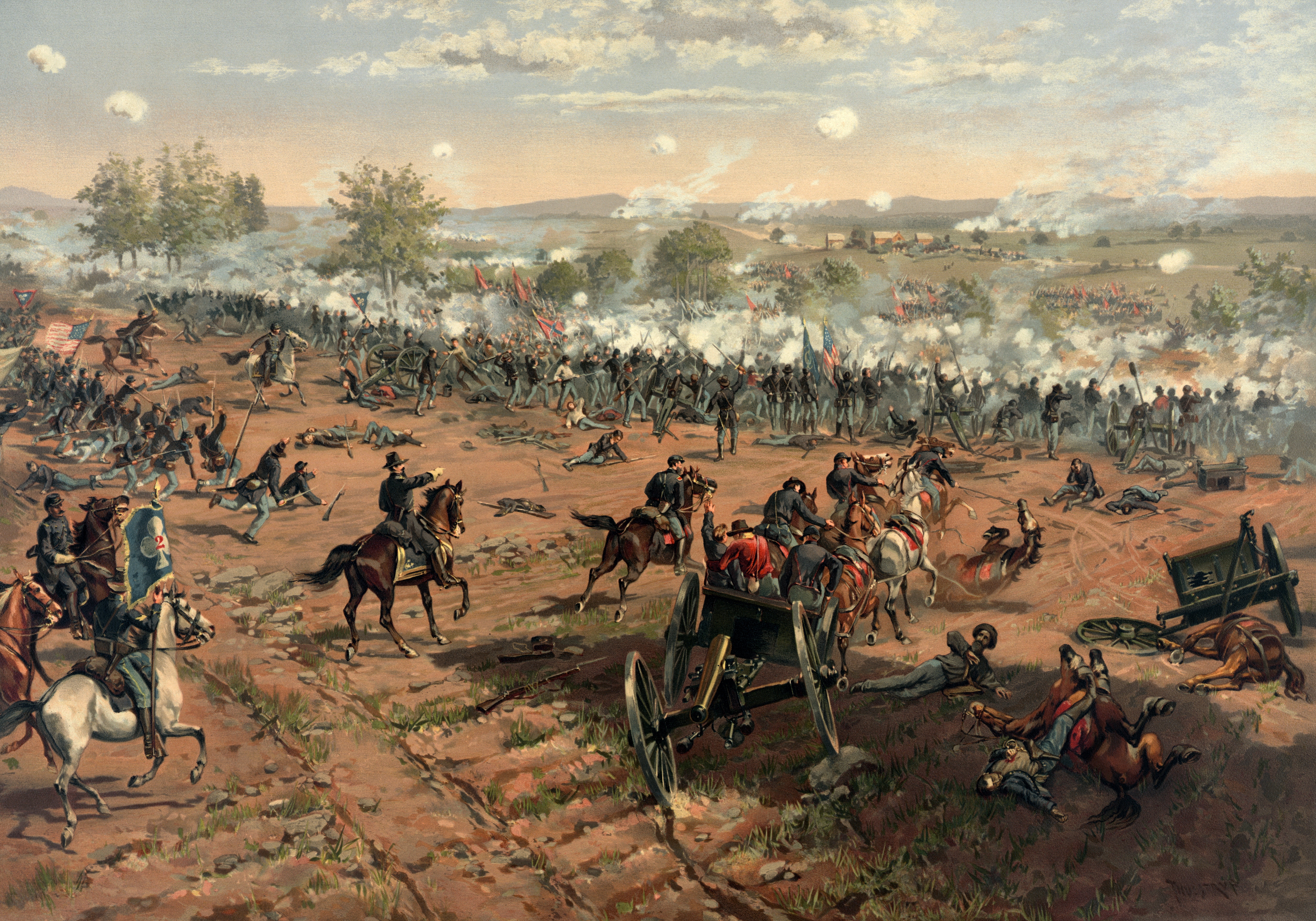
تصویری از نبرد تن به تن و مکانیزه که نشان دهنده پیکار است

پیکار خشونت هدفمند برای تضعیف، چیرگی، یا کشتن طرف مقابل، یا جابجا کردن آن از مکانی است که نمی‌خواهد یا لازم نمی‌داند. برابر این واژه در زبان انگلیسی «Fight» و در زبان فرانسوی «Combat» است.
پیکار معمولاً بین نیروهای نظامی در یک جنگ است. خشونت پیکار می‌تواند یک‌جانبه باشد. درحالیکه در مبارزه، دستکم یک طرف، واکنش دفاعی دارد. به جنگ بزرگ "نبرد" گفته می‌شود. به جنگ کلامی "مشاجره" می‌گویند. تاثیرگذاری پیکار در زمینه راهبرد نظامی، نیاز به آمادگی دارد. در مناطق نظامی، "پیکارجو" به کسانی گفته می‌شود که نیاز به آموزش مناسب و ارزیابی دارند تا در بتوانند عملیات جنگی در واحد اختصاص داده خود شرکت کنند.

## زمینه
ممکن است پیکار بر پایه قوانین ویژه‌ای انجام شود یا بی‌قائده باشد. نمونه این قوانین کنوانسیون ژنو (رفتار با مردم در جنگ)، شوالیه‌گری در سده‌های میانی، قوانین مارکوس کوئینزبری (دربارهٔ مشت‌زنی)، و بسیاری قوانین ورزش‌های پیکاری هستند.
پیکار در جنگ شامل دو یا چند سازمان نظامی مخالف یکدیگر می‌شود که معمولاً به نمایندگی از یک ملت می‌جنگند. اگرچه جنگ چریکی و سرکوب شورشگری می‌توانند بیرون از تعریف قرار بگیرند. جنگ، تحت قانون جنگ انجام می‌شود که اهداف خود را پیگیری می‌کند. قانون جنگ، همچنین حقوقی را برای جنگجو و غیر جنگجو بر می‌شمارد.
ممکن است پیکار مسلحانه (با جنگ‌افزار) یا غیر مسلحانه (بدون جنگ‌افزار) انجام شود. جنگ تن به تن (ستیزه) در فاصله بسیار کم با اعضای بدن (ضربه زدن، لگد زدن، خفه کردن، و دیگر) و/یا جنگ‌افزار سرد (چاقو، شمشیر، باتون، و دیگر) و جنگ‌افزار کوتاه‌برد (نیزه، کمان زنبورکی، بومرنگ، توپ، و دیگر) انجام می‌شود.
جنگ تن به تن بسته به فاصله و موقعیت جنگجویان، می‌تواند به سه گونه دسته‌بندی شود:
- مبارزه کلینچ
- مبارزه خوابیده
- مبارزه ایستاده